# Wartburg
Die Wartburg ist eine Burg bei Eisenach, im Nordwestlichen Thüringer Wald in Thüringen. Ihr Name ist wahrscheinlich von Warte, also Wach(t)-, Wächterburg abgeleitet. Der Burgberg weist mit 411 m ü. NHN  noch einmal eine Höhe auf wie der etwa 3 km südlich gelegene Kamm des Thüringer Waldes mit dem Rennsteig. Unterhalb der Wartburg im nördlich gelegenen Hörseltal verlief die Via Regia. Erstmals genannt wurde die Wartburg 1080 in Brunos Abhandlung zum Sachsenkrieg „De bello Saxonico“.
Der in wesentlichen Teilen erhaltene, von den Landgrafen von Thüringen, den Ludowingern, in der zweiten Hälfte des 12. Jahrhunderts erbaute Palas ist der erste seines Bautyps überhaupt im deutschsprachigen Raum und kann als künstlerisch und architektonisch bedeutendster Bau seiner Art gelten. Das heutige Gesamterscheinungsbild der Burganlage mit Neuer Kemenate und Hauptturm sowie des sie umgebenden Landschaftsparks geht auf den Großherzog Carl Alexander von Sachsen-Weimar-Eisenach zurück. In seinem Auftrag wurde die Wartburg 1838 bis 1890 nach Entwürfen von Hugo von Ritgen wiederhergestellt.
Die Wartburg wurde 1999 unter anderem als Zeugnis des Feudalismus in Mitteleuropa und als Schaffensort Martin Luthers in die UNESCO-Welterbeliste aufgenommen.

## Geschichte

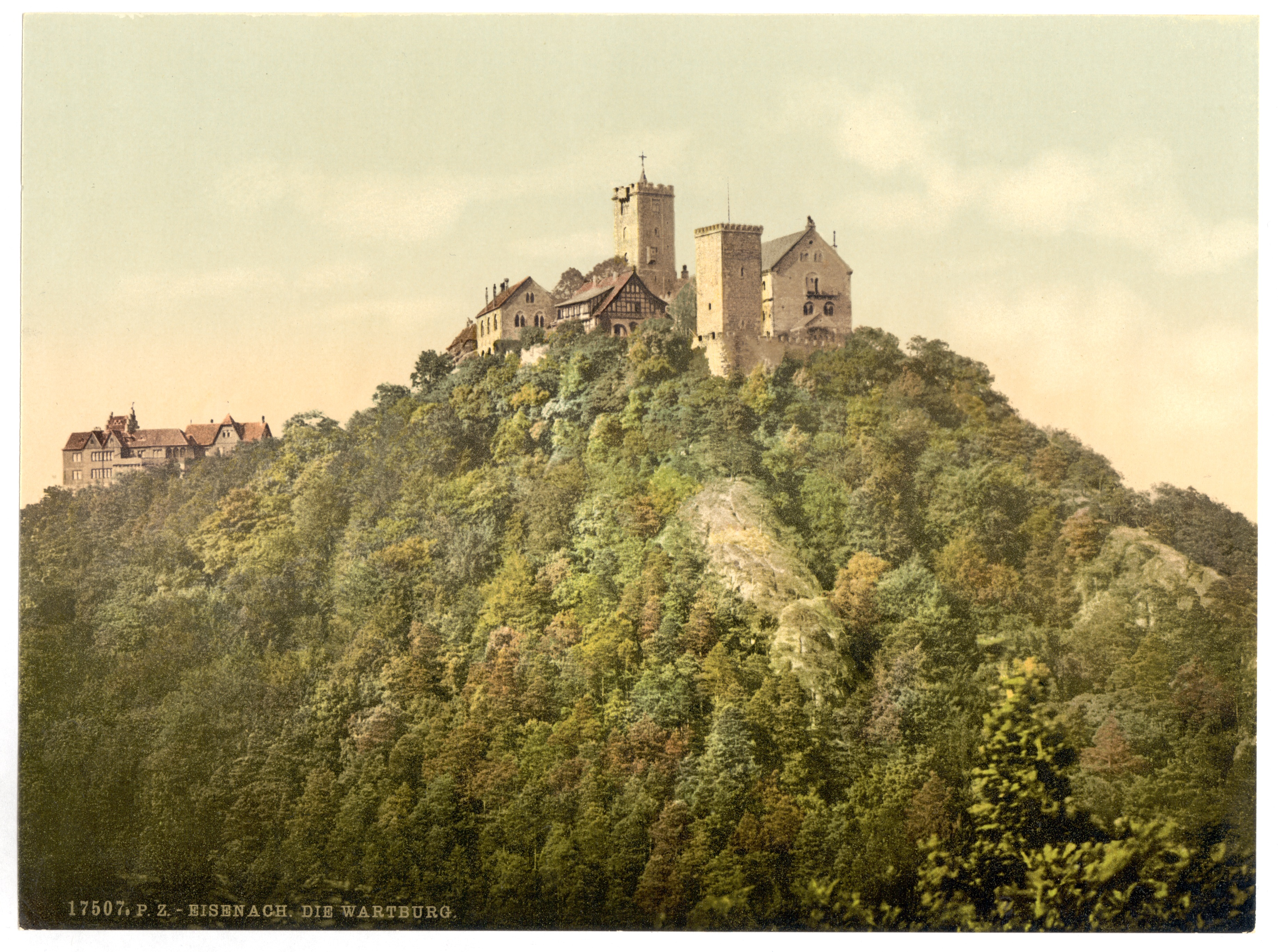
Wartburg um 1900

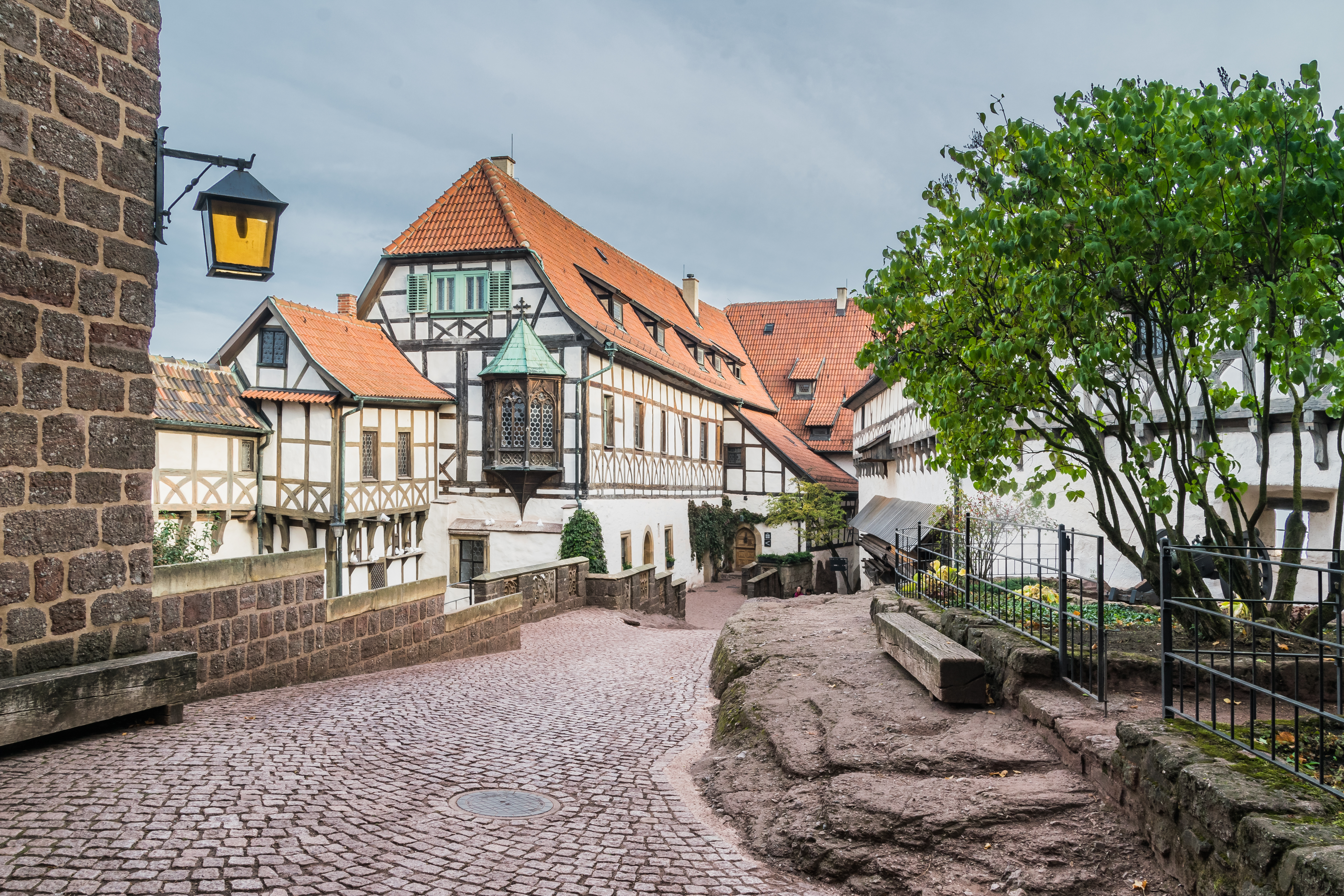
Erster Burghof

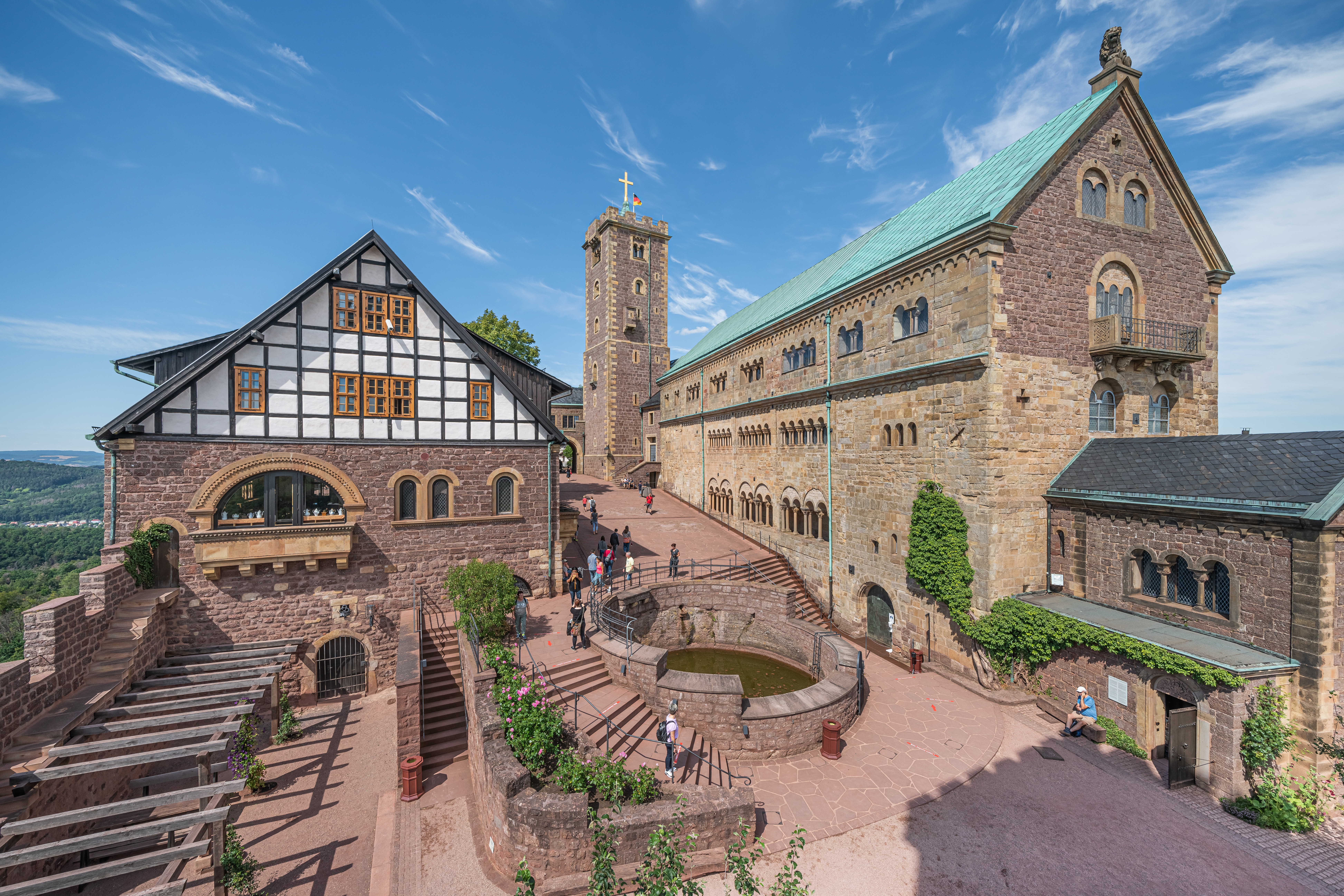
Zweiter Burghof

### Bedeutung in der deutschen Geschichte
Die Wartburg ist in verschiedener Hinsicht mit der Geschichte Deutschlands verbunden:
- 1211 bis 1227 lebte und wirkte Elisabeth von Thüringen auf der Burg, die in Deutschland zeitweise auch als „Nationalheilige“ galt.

- Im Februar 1247 starb Landgraf Heinrich Raspe IV. auf der Wartburg, römisch-deutscher Gegenkönig zu Friedrich II.
- Vom 4. Mai 1521 bis zum 1. März 1522 lebte Martin Luther, versteckt als „Junker Jörg“ auf der Wartburg. Hier übersetzte er in nur elf Wochen das Neue Testament ins Deutsche (Septembertestament).
- Ab 1777 hielt sich Johann Wolfgang von Goethe dienstlich wie privat oft auf der Wartburg und in Eisenach auf. Er hat die Wartburg während seiner Aufenthalte mehrfach gezeichnet.
- Am 18. Oktober 1817 fand das erste Wartburgfest statt, eine Protestkundgebung hunderter Studenten sowie einiger Professoren gegen reaktionäre Politik und für einen Nationalstaat mit einer eigenen Verfassung.
- Im Revolutionsjahr 1848 fand das zweite Wartburgfest statt.

Die Burg gilt spätestens seit dem 19. Jahrhundert als nationales Denkmal.

### Ludowinger
Die Ludowinger sind die Erbauer der Wartburg. Als Ahnherr der Ludowinger gilt Ludwig der Bärtige, der wahrscheinlich zum Verwandtenkreis der Grafen von Rieneck, die Burggrafen des Erzbischofs von Mainz stellten sowie der von Egisheim gehörte. Ludwig der Bärtige gründete im Raum Gotha-Eisenach eine kleine Rodungsherrschaft und soll die (heute verfallene) Schauenburg bei Friedrichroda errichtet haben. Sein Sohn Ludwig der Springer trat dieses Erbe an und soll die Wartburg gegründet haben.

#### Gründungssage der Wartburg
Der Sage nach soll Ludwig der Springer mit den Worten „Wart! Berg, du sollst mir eine Burg werden!“ die Gründung der Wartburg verkündet haben. Der Plan drohte allerdings daran zu scheitern, dass ihm der Berg nicht gehörte. Er hätte ihn mit seinen nur zwölf Rittern auch nicht erobern können. So kam er auf die Idee, von seinem eigenen Herrschaftsgebiet Erde herbeizuschaffen und diese auf dem Berg auszustreuen. Die Gründungssage erzählt nun von den Schwurschwertern der Wartburg: Vor Gericht sagten Ritter für ihn aus, rammten ihre Schwerter in den herbeigeschafften Boden und beschworen, dass diese Schwerter vollends in Ludwigs Erde steckten. Der Trick hatte Erfolg, der Bau der Wartburg konnte beginnen, so die Sage.

#### Überlieferung zur Gründung der Wartburg
Aus der Historia brevis principum Thuringiae (Kurze Geschichte der Fürsten von Thüringen) auch Libellus de ortu principum Thuringiae (Buch vom Aufstieg der Fürsten von Thüringen) genannt (nach Stefan Tebruck basierend auf in Reinhardsbrunn zur Zeit Landgraf Hermanns I. zusammengefasster Überlieferung), ist über die Gründung der Wartburg durch Ludwig den Springer folgender Satz überliefert: Post hoc ampliatis diviciarum suarum terminis montem quem Wartberc dicunt cum fortibus tocius provincie auxilariis occupavit et ibi cicut hodie cernitur inexpugnabile castrum erexit. (Dann erweiterte er seinen Besitz bis zu dem Berg, genannt Wartberg und errichtete dort mit Hilfskräften des gesamten Landes eine uneinnehmbare Burg, wie man heute sieht.) Demnach hätte Ludwig irgendwie die Gegend der heutigen Stadt Eisenach samt Wartberg in Besitz genommen. Wann und wodurch dies geschah, wird dort nicht berichtet. Jedenfalls war Ludwig der Springer aber offenbar in der Lage, Hilfskräfte des gesamten Landes (totius provincie) für den Bau heranzuziehen. Berichtet wird noch, dass Ludwig 1063 die Tochter eines gewissen sächsischen Heerführers Udo heiratete, die er später verstoßen hat. (Item anno domini M.L.XIII. idem Ludewicus desponsavit sibi filiam Udalrici, cujusdam ducis Saxonie, quam postea repudiavit.) 1063 war Ludwig dann wohl volljährig, zusammen mit der Ersterwähnung der Wartburg durch Bruno zu 1080 ergäbe sich dann der Zeitraum, in dem die Wartburg (von Ludwig) errichtet worden sein muss.
Ludwig war nun 1063 sicherlich noch ein eher unbedeutender Grundherr der Gegend um seine Burg, die Schauenburg, einen Tagesmarsch vom Wartberg entfernt. Er war aber auch ein Gefolgsmann des Salierkönigs (rex salicus) Heinrichs IV., der 1067 sein Burgenbauprogramm startete und hierbei wohl insbesondere auf treue Gefolgsmänner aus dem eher niederen Adel zurückgriff. Ludwig war ein solcher, der ja auch als Springer (saliens = Verballhornung von salicus = Salier) in die Geschichte einging. Hinzu kommt, dass Ludwig der Springer 1067 sicher im besten Einvernehmen mit dem ebenfalls königstreuen Kloster Fulda, das seit 1014 den Wildbann über den Wartberg als Reichsgut innehatte, und seinem königstreuen Schwager Poppo I. war, dessen Nachfahren auch in diesem Wildbanngebiet von Fulda Lehen und Burgen (Ringelstein) besaßen. Es ist daher nicht unwahrscheinlich, dass Ludwig der Springer Land, Berg und Burg als Lehen von Heinrich IV., im Einvernehmen mit Fulda (sowie Hersfeld und Mainz) erhielt.
1113 wurde Ludwig der Springer, weil er sich an einem Aufstand gegen Kaiser Heinrich V. beteiligt hatte, zu Dortmund gefangen gesetzt und musste für seine Freilassung die Wartburg an den Kaiser übergeben. Von Januar 1114 bis September 1116 befand sich Ludwig erneut in kaiserlicher Haft. Ludwig findet sich dann am 21. November 1116 auf der Wartburg wieder in Freiheit, wo er zusammen mit seinen Neffen Poppo II. vom Frankenstein und Gotebold II. von Henneberg u. a. eine Schenkung des Grafen Erwin von Tonna/Gleichen an das Kloster Reinhardsbrunn bezeugt.

#### Die Wartburg der Landgrafen von Thüringen
Als Parteigänger des Erzbischofs von Mainz gewannen die Ludowinger schnell an Macht und Bedeutung. 1131 wurde der Sohn Ludwigs des Springers, Ludwig I., von König Lothar III. in den Landgrafenstand erhoben und damit den Herzögen gleichgestellt. Die Annäherung an das deutsche Kaiserhaus der Staufer führte zur Abkehr vom Mainzer Erzbischof. In der Folgezeit expandierten die Landgrafen in Thüringen auf Kosten der Erzbischöfe. Aus dieser Zeit sind nur minimale bauliche Überreste der damaligen Burg erhalten. Wahrscheinlich bestanden wesentliche Teile der Bauten aus Holz.
Landgraf Ludwig II. (reg. 1140–1172) war der wichtigste Bauherr der Ludowinger. Sein Einfluss auf den Burgenbau der damaligen Zeit war sehr bedeutsam. Unter seiner Leitung entstand ca. 1156–1162 der kulturhistorisch außerordentlich wertvolle Palas, ein gesonderter, separat stehender Repräsentationsbau mit Wohnfunktion. Neben dem Palas stammen die östliche Ringmauer und Teile des Torhauses ebenfalls noch aus dem 12. Jahrhundert. Ein Bergfried, der an anderer Stelle des heutigen Turmes stand und wesentlich größere Dimensionen hatte, überdauerte die Jahrhunderte nicht. 1172 wurde das Landgrafenhaus gebaut.
Der letzte Ludowinger, Heinrich Raspe IV., regierte in der Zeit von 1227 bis 1247. Er nutzte die Burg als alleinige Residenz und griff damit quasi der historischen Entwicklung vor. Bisher war es üblich gewesen, eine Wanderherrschaft auszuüben, das heißt, von Burg zu Burg zu ziehen, bis die Hofhaltung die örtlichen Ressourcen erschöpft hatte.

#### Burggrafen der Wartburg
Die fortschreitende Ausdehnung des Herrschaftsgebietes der Ludowinger über räumlich oft weit entfernte Teile der heutigen Bundesländer Thüringen und Hessen führte zu einer häufigen Abwesenheit der regierenden Landgrafen von den jeweiligen Burgen mit Residenzfunktion. Dies betraf auch die etwa im Zentrum der Landgrafschaft gelegene Wartburg. Es bestand daher die Notwendigkeit, alle Aufgaben zur Verwaltung der Burg, insbesondere auch die ständige Sicherung und wehrtechnische Verbesserung der Festungsanlage, in die Hände eines Bevollmächtigten und Stellvertreters zu geben; dieser hatte das Amt eines Burggrafen der Wartburg inne. Mit der Familie der Grafen von Wartburg, die auch zeitgleich im frühen 13. Jahrhundert als Burggrafen der benachbarten Brandenburg in Erscheinung treten, kam hier eine Seitenlinie der Grafen von Bielstein zu hohen Ehren, die nicht blutsverwandt mit der Familie der Ludowinger war.

#### Sängerkrieg
Unter Hermann I. (1190–1216) erlebte die Wartburg ihre Blütezeit. Als ein vermögender Förderer der Kunst und Kultur machte er die Burg zu einem Anziehungspunkt für Künstler und zur Hauptstätte der deutschen Dichtung. Vor diesem realen Hintergrund wird sie zum angeblichen Schauplatz des sagenhaften Sängerkrieges. Doch die so lebhaft und dramatisch geschilderte Begebenheit ist eine Fiktion. Thüringische Geschichtsschreiber wie Dietrich von Apolda (nach 1298) und der Eisenacher Rechtsgelehrte und Chronist Johannes Rothe (15. Jh.) ersannen aus der ihnen noch reichlich zugänglichen Literatur ein historisches Ereignis. Mit präziser Sachkenntnis konnte Rothe dieses Ereignis sogar in die von ihm verfasste oder ergänzte thüringische Chronik „einbauen“.

#### Landgräfin Elisabeth
Bis 1228 lebte die ungarische Königstochter Elisabeth als Frau (seit 1227 als Witwe) des Landgrafen Ludwig IV. von Thüringen auf der Wartburg. Ab wann sie dort lebte, ist nicht gesichert. Als ihr Gemahl auf einem Kreuzzug ums Leben gekommen war, widmete sich Elisabeth einem Leben in Armut und dem Dienst an Armen und Kranken.

### Wettiner
Der kinderlose Heinrich Raspe IV. erwirkte bei Kaiser Friedrich II. 1243 die Belehnung seines Neffen, Heinrich III. von Meißen mit der Landgrafschaft Thüringen. Nach Heinrich Raspes Tod 1247 entbrannte dennoch der Thüringisch-hessische Erbfolgekrieg. Im Ergebnis setzte Heinrich III. seinen Sohn Albrecht II. als Landgrafen ein, der Wartburg und Eisenach als seine Residenz wählte.
Noch 1250 wurde das Landgrafenhaus aufgestockt. Ebenfalls im 13. Jahrhundert erfolgte der Bau des Südturms am hinteren Burghof. Durch einen Brand infolge eines Blitzschlags im Jahre 1318 wurde die Burg stark in Mitleidenschaft gezogen. Markgraf Friedrich der Freidige ließ 1319 Reparaturarbeiten am Palas und am Bergfried durchführen und in der Kernburg ein großes beheizbares Gebäude errichten. Unter anderem stammt auch der Einbau der Kirche in das Landgrafenhaus (1320) aus dieser Zeit.
Nach dem Tode des Landgrafen Balthasar von Thüringen 1406 war die Burg im 15. Jahrhundert nur noch Nebenresidenz. Das drückte sich auch in der bescheideneren Bauausführung aus. An Stelle von Natursteinquadern trat das billigere Fachwerk. Erhalten haben sich aus dieser Zeit das Torhaus (Ende 15. Jahrhundert unter Verwendung älterer Teile), das Ritterhaus, die Vogtei (begonnen 1480) und die beiden Wehrgänge der Vorburg (nach 1477).

### Martin Luther
Luther wurde nach dem Reichstag zu Worms 1521 mit der Reichsacht belegt, den Entwurf hierzu habe der päpstliche Nuntius Hieronymus Aleander verfasst. Der Reichstag verhängte am 26. Mai 1521 das auf den 8. Mai rückdatierte, vom Kaiser gezeichnete Wormser Edikt über ihn. Mit der Reichsacht war eine Ächtung (Fried- und Rechtloserklärung) erlassen, die sich auf das ganze Gebiet des Heiligen Römischen Reiches Deutscher Nation erstreckte und die mit dem Verbot seiner Werke und Verbreitung seiner Schriften einherging.
Er war nunmehr „vogelfrei“. Gemäß der Zusage an seinen Kurfürsten erhielt er freies Geleit. Später bereute Karl V. diese Zusage, weil die folgende Reformation die Einheit seines Reiches zerstörte.
Der Geächtete wurde am Abend des 4. Mai 1521 auf dem Heimweg nahe Schloss Altenstein bei Bad Liebenstein von Friedrichs Leuten, angeführt von den Rittern Burkhard Hund von Wenkheim und Hans Sittich von Berlepsch zum Schein gefangen genommen, entführt und auf der Eisenacher Wartburg festgesetzt, um ihn der Gefahr einer Verfolgung zu entziehen. Vom 4. Mai 1521 bis 1. März 1522 weilte Martin Luther auf der Wartburg. Sein Aufenthalt sollte ein Geheimnis bleiben, daher wurde er in dieser Zeit zum „Junker Jörg“. Luthers spartanisch eingerichtetes Quartier war eine kleine Stube über dem ersten Burghof, die zum Kavaliersgefängnis bestimmt war. Hier nutzte er die erzwungene Rast, um sich für künftige theologische Auseinandersetzungen zu wappnen und um das Projekt einer Übersetzung des Neuen Testaments in die deutsche Sprache zu verwirklichen.

### Fritz Erbe
1540 wurde der bereits zuvor in Eisenach inhaftierte Täufer Fritz Erbe auf die Wartburg überführt und in einem Kellerverlies im Südturm festgesetzt. Den einzigen Zugang zum Verlies bildete eine Öffnung im Fußboden des Turmmittelgeschosses. Nach mehreren Jahren Kerkerhaft starb Fritz Erbe 1548. Bei Aufräumarbeiten im Jahre 1925 entdeckte der damalige Burgwart Hermann Nebe über dem Felsboden den Namenszug Erbes, der noch von Erbe selbst in das Gestein geritzt worden war. Das vermutliche Grab Erbes wurde im Jahre 2006 unterhalb der Burg gefunden. Heute erinnert eine Gedenktafel am Südturm der Wartburg an Erbes Schicksal.

### Goethe und die Wartburg
Bei seinen Besuchen in Eisenach und Schloss Wilhelmsthal fand Johann Wolfgang von Goethe mehrfach Gelegenheit, sich vor Ort mit der Wartburggeschichte vertraut zu machen; auch sind bei solchen Gelegenheiten einige skizzenhafte Zeichnungen der Burg entstanden. 1793 veranlasste er Wetterbeobachtungen und -aufzeichnungen auf der Burg. Seit 1815 beschäftigte sich Goethe mit dem Gedanken, in der Wartburg ein Kunstmuseum einzurichten. In diesem Zusammenhang wurde in Weimar der großherzogliche Staatsminister Christian Gottlob von Voigt konsultiert, um die Beschaffung meist sakraler Kunstgegenstände zu ermöglichen. Diese bildeten später den Grundstock der Schnitzplastik-Sammlungen des Thüringer Museums.

„Diese Gegenstände wären um desto erwünschenswerter, als man sie zu Auszierung der Kapelle auf der Wartburg brauchen und jenem Ritterschloß abermals eine analoge Zierde geben könnte. Bei der gegenwärtigen Liebe und Leidenschaft zu den Resten der alten deutschen Kunst ist diese Akquisition von Bedeutung und die Wartburg wird künftig noch manche Pilger zählen.“

Goethe beeindruckten die Landschaft, die Mineralogie, das Wettergeschehen und manches Baudetail; der geschichtliche Wert der Burg als Wohnstätte der Landgrafen und Martin Luthers waren ihm bekannt. Goethes Engagement und Interesse an der Burg ließen aber, auch als Folge des im Oktober 1817 von der Jenaer Urburschenschaft organisierten Wartburgfests, später merklich nach.

### Wartburgfeste
Diese Wartburgfeste waren zumeist studentische Versammlungen, die jeweils auf der Wartburg stattfanden. Am bekanntesten ist das erste Wartburgfest am 18. Oktober 1817, auf das sich alle späteren bezogen: Anlässlich des 300. Jahrestages des Beginns der Reformation und des 4. Jahrestages der Völkerschlacht bei Leipzig trafen sich Studenten verschiedener deutscher Universitäten. Die Versammlung der ca. 500 Studenten und einiger Professoren war eine Protestkundgebung gegen reaktionäre Politik und Kleinstaaterei und für einen Nationalstaat mit einer eigenen Verfassung. Sie fordern ein vereintes und freiheitliches Deutschland.
Bei deutschen Studentenverbindungen wird die Wartburg seitdem als Treffpunkt genutzt. So veranstaltet der Wingolfsbund seit 1850 alle zwei Jahre ein Wartburgfest, und auch die Deutsche Burschenschaft veranstaltete bis zum Burschentag 2013 dort ihren jährlichen Festakt.

### Wiederaufbau seit dem 19. Jahrhundert

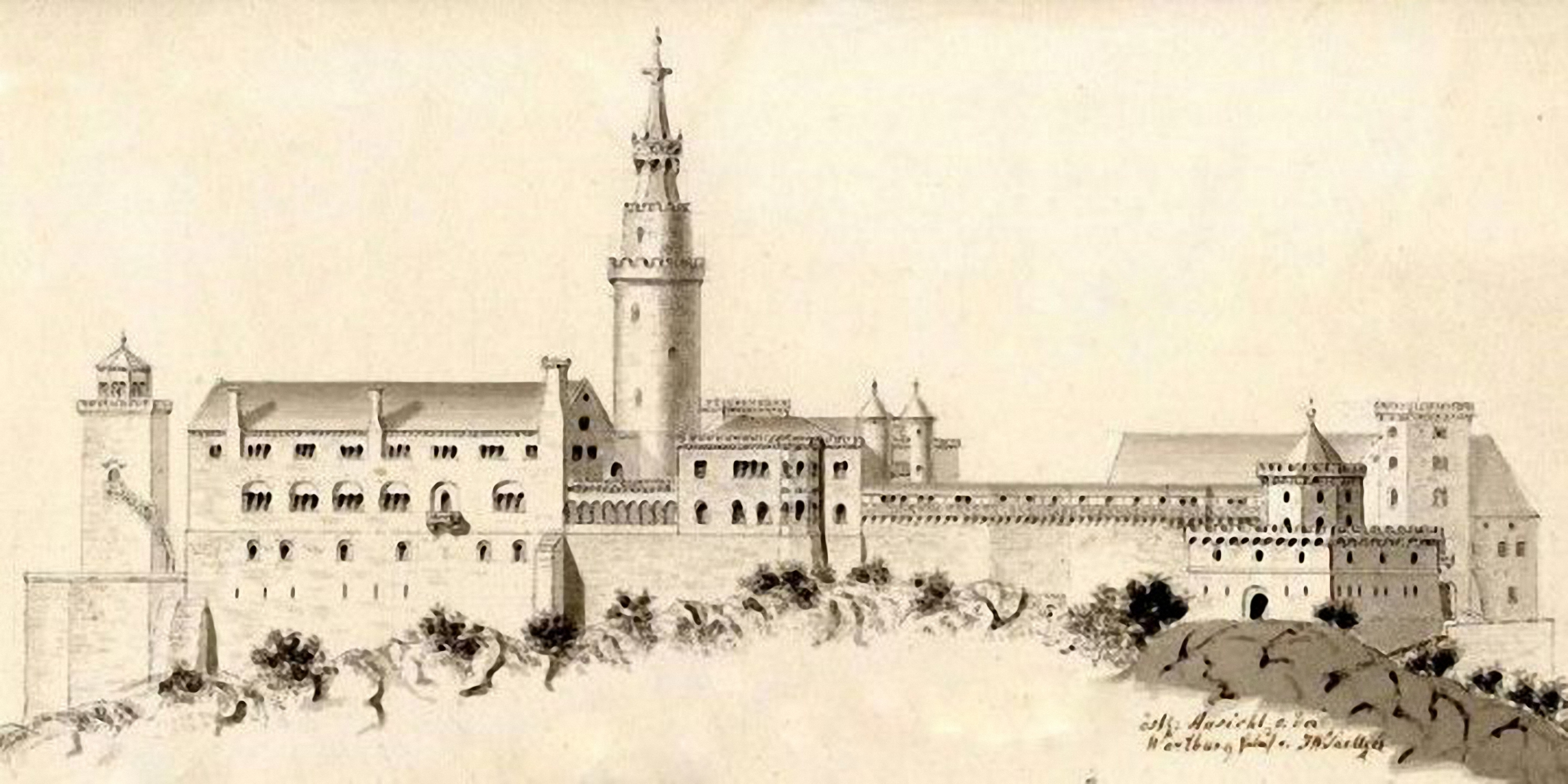
Johann Wilhelm Sältzer: Entwurf für die Wiederherstellung der Wartburg, 1846

1838 wurde der Großherzoglich Sachsen-Weimar-Eisenachische Baurat Johann Wilhelm Sältzer mit der Untersuchung der Überreste der Wartburg beauftragt. Seine Entdeckungen gaben den Anstoß zur Wiederherstellung der alten Burgruine. Er ließ die hofseitigen Palas-Arkaden öffnen und ergänzen, maß die Ruine sorgfältig auf und legte sehr originelle und phantasievolle, von einer Burgenromantik geprägte Neubaupläne für die Burg vor.
Nach umfassender Diskussion erfolgte seit 1853 der Wiederaufbau der Burg im historisierenden Stil durch den Architekten Hugo von Ritgen. Neben dem ortsüblichen Rotliegenden Gestein, aus dem die Mehrzahl der Neubauten entstand, wurde auch Seeberger Sandstein vom Großen Seeberg aus der Nähe von Gotha verwendet. Neu errichtet wurden mehrere Gebäude, die heute das Bild der Burg wesentlich prägen. An Stelle der 1778 abgebrochenen Hofstube entstand 1867 die Dirnitz mit Torhalle, die die Burg etwa in der Mitte teilt. Der Bergfried wurde 1853 bis 1859 erbaut. Beim Erstellen der Fundamente entdeckte man erste Fundamentreste des Vorgängerbaus, der leicht nördlich versetzt gestanden hatte. Dieser Turm war bereits 1568 in desolatem Zustand, er wurde schrittweise abgetragen, 1774 sprach man vom „eingegangenen Schlossturm“.
Für die Privaträume des Herrscherhauses benötigte man einen separaten Bereich. Hierzu wurden am Bergfried die Neue Kemenate und das Neue Treppenhaus angefügt; sie schließen zugleich die Lücke zwischen Palas und dem Wehrgang der Vorburg. Den Platz des Brauhauses nahm das Gaden ein; hierbei blieb das Kellergeschoss des Vorgängerbaus erhalten. Südlich an den restaurierten Palas fügte man nach Fertigstellung der Wartburg-Wasserleitung das Ritterbad an. Der dort befindliche sogenannte Bärenzwinger war erst im frühen 19. Jahrhundert als Volksbelustigung angebaut worden. Auf weitere Bauwerke (Burgküche, Brauhaus, Haus der Handmühlen) auf der Westseite wurde bewusst verzichtet; den hier verfügbaren Platz nimmt die Rasenfläche Kommandantengarten mit einer balkonartigen Laube ein. Eine weitere Baumaßnahme des ausgehenden 19. Jahrhunderts betraf zuletzt die Errichtung des Wartburghotels auf dem Gaisköpfchen. Am 11. Juni 1859 wurde zum Abschluss der Bauarbeiten das Turmkreuz der Wartburg auf dem Bergfried eingeweiht.
Der Maler und Mosaikkünstler August Oetken schuf 1902 bis 1906 die farbenprächtigen Mosaike in der Elisabethkemenate.
Darüber hinaus enthält das Gebäude aufgrund seiner historistischen Rekonstruktion zahlreiche fantasievolle Gemälde von Personen und Szenen aus dem deutschen Mittelalter.
Zu den fast in Vergessenheit geratenen Fakten gehört, dass der Wiederaufbau der Wartburg nicht zuletzt dank Großherzogin Sophie möglich wurde, die als Mäzenatin das Vorhaben mit bedeutenden finanziellen Mitteln gefördert hat.

### Die Zwischenkriegszeit
Eisenach war um 1900 zu einer bedeutenden Tagungs- und Kongressstadt geworden. Die Kurbad-Eisenach-Gesellschaft wurde 1905 gegründet, es entstanden daraufhin zahlreiche Hotels und Pensionen, ein Spielcasino, Bäder, Parkanlagen und Sanatorien. Die Wartburgverwaltung sah mit Sorge auf diesen Bauboom, denn er veränderte dauerhaft das bisherige Erscheinungsbild der Wartburg. Im zähen Ringen mit der Stadtverwaltung und der Landesregierung wurden die „Blaue Linie“ als Grenze der zulässigen Bebauung sowie bis in die Gegenwart geltende Vorschriften zum Landschaftsschutz der Umgebung der Wartburg erlassen.
Die Wartburg erlebte auch dank des aufkeimenden Fremdenverkehrs in der Stadt einen bis dahin unbekannten Zustrom an Touristen. Um die Erreichbarkeit der Burg zu verbessern, wurden Pläne für die Straßenbahnanbindung und eine moderne Zufahrtsstraße für Kraftdroschken und Automobile in Auftrag gegeben. Der Bau der Wartburgallee wurde realisiert und bildet die Grundlage für den bis heute fortwährenden Massentourismus.
Die unbeabsichtigten Folgen der jährlich verzeichneten Besucherrekorde wurden ab den frühen 1920er Jahren erkannt. Die von Moritz von Schwindt geschaffenen Fresken begannen zu verblassen, Pilzbefall und chemische Prozesse in den Malgründen wurden bei ersten Schadbildanalysen diagnostiziert. Ein wissenschaftliches Expertengremium wurde beauftragt, den Restauratoren Hilfestellung zum Erhalt der Kunstwerke zu geben.
Die Mitglieder der großherzoglichen Familie hatten nach der Novemberrevolution in Thüringen auf ihre politische Macht verzichtet. Nach der Entthronung war aber der Streit um die Privatvermögen, Waldbesitz, Ländereien und Kunstschätze der abgedankten Fürsten in allen deutschen Teilstaaten entbrannt. Die Wartburg wurde von der großherzoglichen Familie mit besonderem Interesse „verteidigt“ – die Auseinandersetzung mit den mehrfach wechselnden bürgerlichen Regierungen in Weimar zog sich bis 1921 hin und wurde mit Unterzeichnung des Auseinandersetzungsvertrages durch Großherzog Wilhelm Ernst und den Weimarer Staatsminister gütlich beigelegt. Die „Wartburgfrage“ wurde mit der Gründung der Wartburg-Stiftung als gelöst betrachtet; allerdings standen die zunächst tätigen Stiftungsmitglieder in engen Beziehungen zum Fürstenhaus und verhinderten auch die Einbeziehung der 1918 gebildeten Thüringischen Landeskirche in den Stiftungsrat. Alle Stiftungsmitglieder wurden vom jeweiligen Kulturminister des Freistaates Thüringen bestätigt. In den 1930er Jahren erhielten Wilhelm Frick und der Thüringer Gauleiter Fritz Sauckel als Ausschussmitglieder Einfluss auf die Wartburgstiftung. 1930 wurde Hans von der Gabelentz Burghauptmann auf der Wartburg. Er begründete das Wartburg-Museum und das Burg-Archiv.

### 1933 bis 1945 (Nationalsozialismus und Zweiter Weltkrieg)
In der Zeit des Nationalsozialismus plante der thüringische Gauleiter Fritz Sauckel, die Wartburg zu einem „Kulturmittelpunkt des Reiches“ zu machen. Zahlreiche propagandistische Veranstaltungen und Feiern fanden hier statt, wie beispielsweise 1934 die Lutherfeiern der NS-nahen „Deutschen Christen“. 1938 ließ Sauckel das Kreuz auf dem Burgturm durch ein Hakenkreuz ersetzen. Proteste aus der Bevölkerung führten jedoch dazu, dass es bereits nach einem Monat wieder entfernt wurde und das christliche Kreuz wieder an seine Stelle kam.
Im Frühjahr 1939 gründeten 13 evangelische Landeskirchen auf der Wartburg das „Institut zur Erforschung und Beseitigung des jüdischen Einflusses auf das deutsche kirchliche Leben“; am 8. Mai des Jahres wurde es hier auch eingeweiht, und an seiner Spitze stand der Theologe Walter Grundmann. Die nach 1945 verschwundenen Akten des „Entjudungsinstituts“ wurden erst 1990 nach dem Umzug des Landeskirchlichen Archivs der Öffentlichkeit bekannt.

### Nach dem Zweiten Weltkrieg
Durch amerikanischen Artillerie-Beschuss vom 1. bis 5. April 1945 entstanden Schäden an Tor- und Ritterhaus, Dirnitz, Bergfried, Neuer Kemenate, Palas und Gadem. Sie wurden bis 1946 weitgehend behoben.
Ausgelagerte Kunstgüter und wertvolle Bestände der Wartburgstiftung blieben aus Sicherheitsgründen bis Mitte 1946 in geheimgehaltenen Depots, um sie vor Vernichtung oder Plünderung zu schützen. Die als Rüstkammer der Wartburg bezeichnete Waffensammlung wurde jedoch ein Opfer der Nachkriegsbesetzung Thüringens durch die Rote Armee. Diese sowohl materiell wie kunstgeschichtlich wertvolle Sammlung wurde 1946 beschlagnahmt und in die Sowjetunion überführt, wo sich ihre Spuren verlieren.
Seit den 1950er Jahren erfolgten im Vorfeld bedeutender Jubiläen (Reformationsjahr, Luther-Jubiläum, Elisabeth-Jubiläum) umfassende Restaurierungsarbeiten. Nach denkmalpflegerischen Vorgaben wurden zunächst viele Einbauten des 19. Jahrhunderts entfernt, um die romanischen Bauteile besser zur Geltung bringen zu können. Einbauten des Historismus werden aber nicht generell geopfert, sondern, wo möglich, als Zeugnis der Burggeschichte bewahrt.

### Neuzeit und Welterbe
Seit 1990 konnte die Bauforschung entscheidend vorangebracht werden. Dies betrifft sowohl die bauarchäologische Untersuchung der Burg als auch die Restaurierung der Kunstwerke. Auch die technische Ausstattung der Burg wurde Schritt um Schritt erneuert, Wasser- und Abwasserleitungen, Zufahrtsstraßen und Wege um die Burg wurden erneuert.
1999 wurde die Wartburg UNESCO-Welterbe.
Seit 2008 gehört die Wartburg zur Straße der Monumente, ein auf Initiative des Stadtgeschichtlichen Museums Leipzig gegründetes Netzwerk deutscher Denkmale und Erinnerungsorte. Ziel des Netzwerks ist es, „die Erinnerungsorte als einstige Brennpunkte der Vergangenheit enger zu vernetzen und über gemeinsame Marketingmaßnahmen als Gesamtheit stärker erfahrbar zu machen“.
Am 17. Mai 2010 fand die Urnenbeisetzung der im 99. Lebensjahr verstorbenen Elisabeth von Sachsen-Weimar-Eisenach in der Elisabeth-Kapelle statt. Es handelte sich um die erste Beisetzung auf der Wartburg.
Da in Sichtweite der Wartburg auf dem 461 Meter hohen Milmesberg bei Marksuhl zwei große Windkraftanlagen gebaut werden sollten, drohte der Wartburg der Verlust des UNESCO-Welterbe-Titels. Der Streit endete im November 2013 mit einem Vergleich. Zudem sind in dem betreffenden Gebiet nach einer Überarbeitung des Planungsrechts des Freistaates Thüringen ähnliche Projekte nicht mehr möglich.
2015 traf sich die „Arraiolos-Gruppe“ mit dem amtierenden deutschen Bundespräsidenten Joachim Gauck als Gastgeber auf der Wartburg.
2017 nahm die Wartburg eine wichtige Rolle bei den Feiern zum 500. Jahrestag der Reformation ein.

## Gebäude

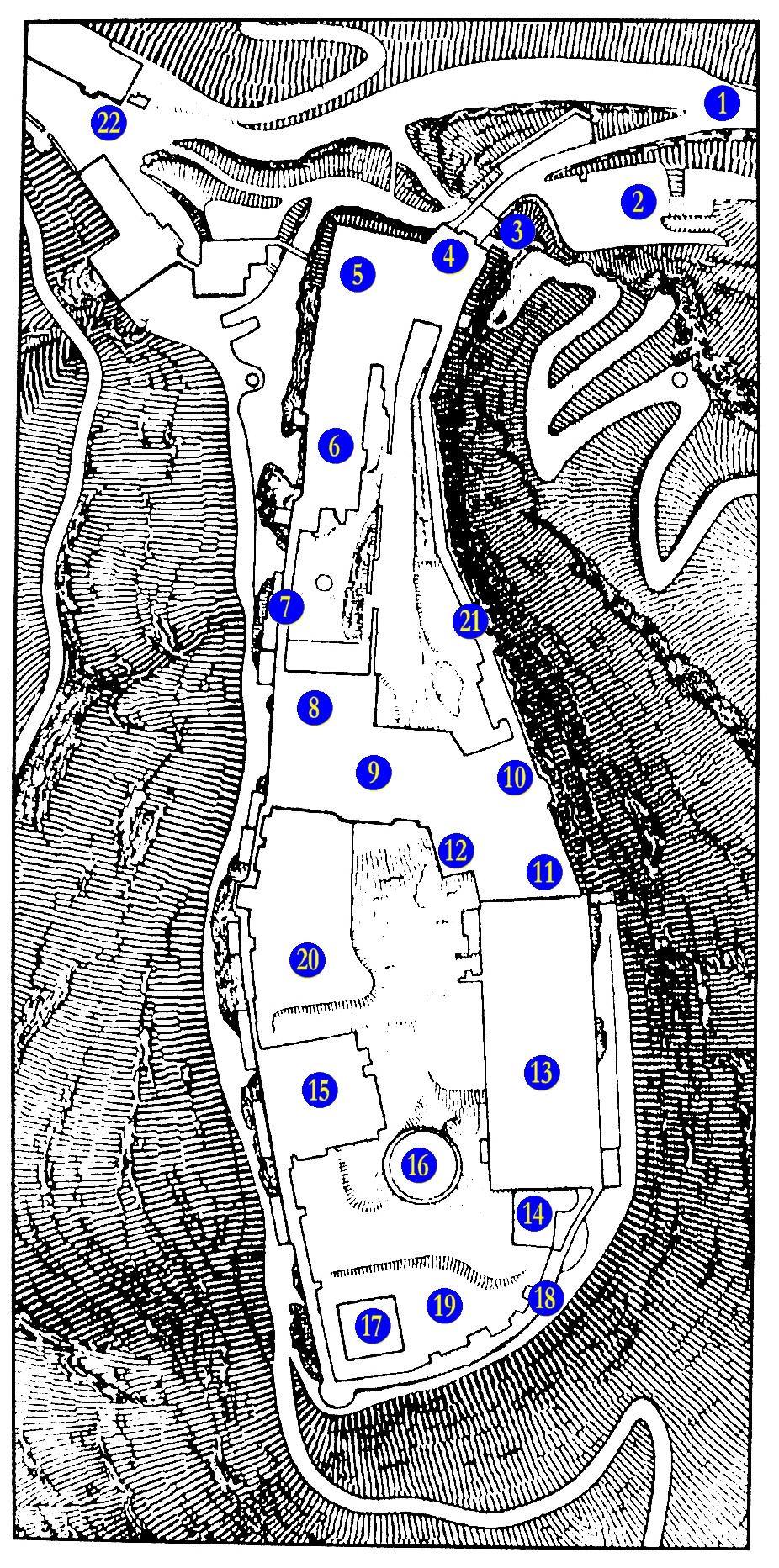
Plan: (1) Zufahrt, (2) Schanze, (3) Zugbrücke, (4) Torhaus, (5) Ritterhaus, (6) Vogtei und erster Burghof, (7) Margarethengang, (8) Dirnitz, (9) (inneres) Torhaus, (10) Neue Kemenate, (11) Treppenhaus, (12) Bergfried, (13) Palas, (14) Ritterbad, (15) Gadem, (16) zweiter Burghof mit Zisterne, (17) Südturm, (18) südliche Wehrmauer, (19) Küchengarten, (20) Kommandantengarten, (21) Elisabethengang, (22) Hotel auf der Wartburg

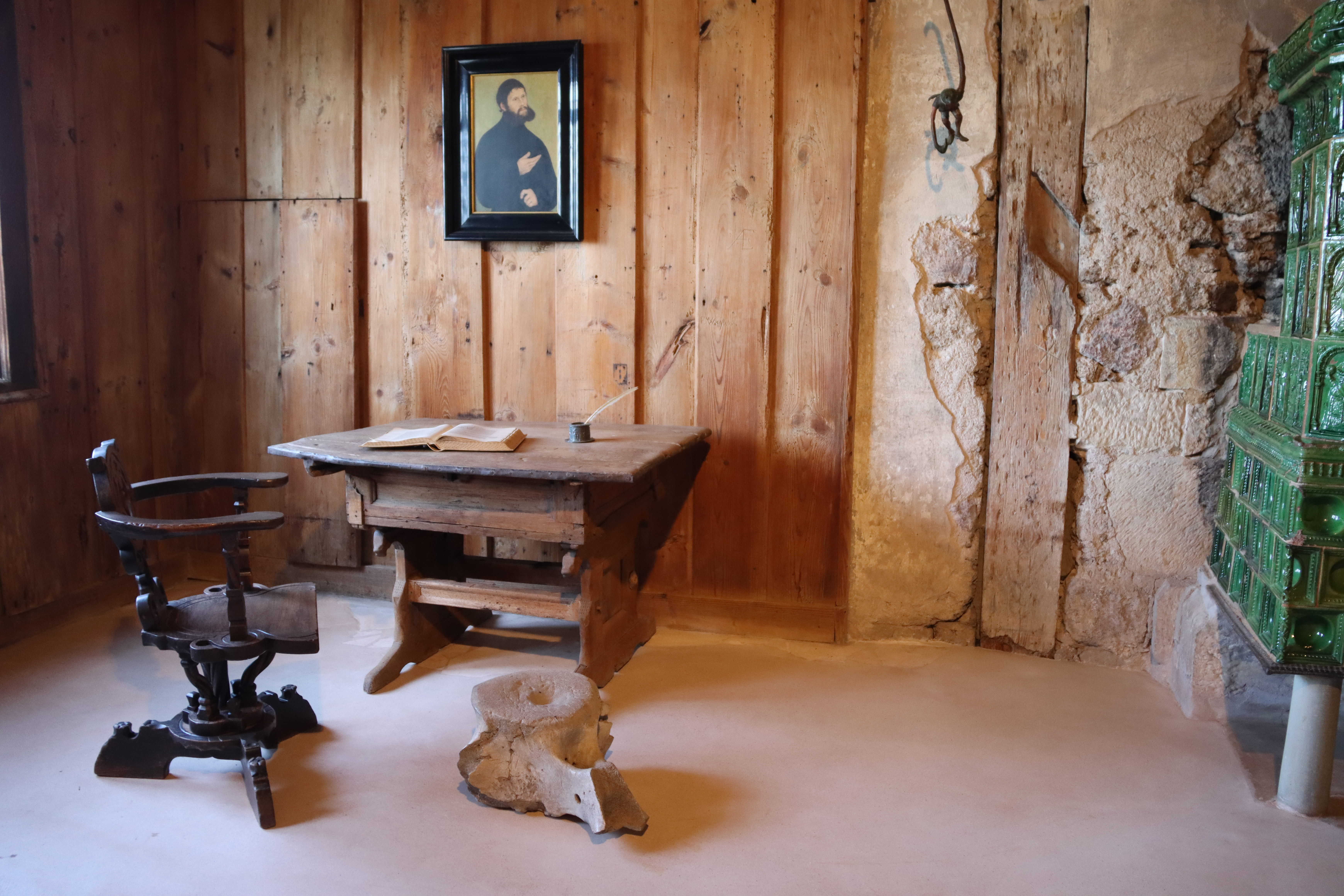
Lutherstube

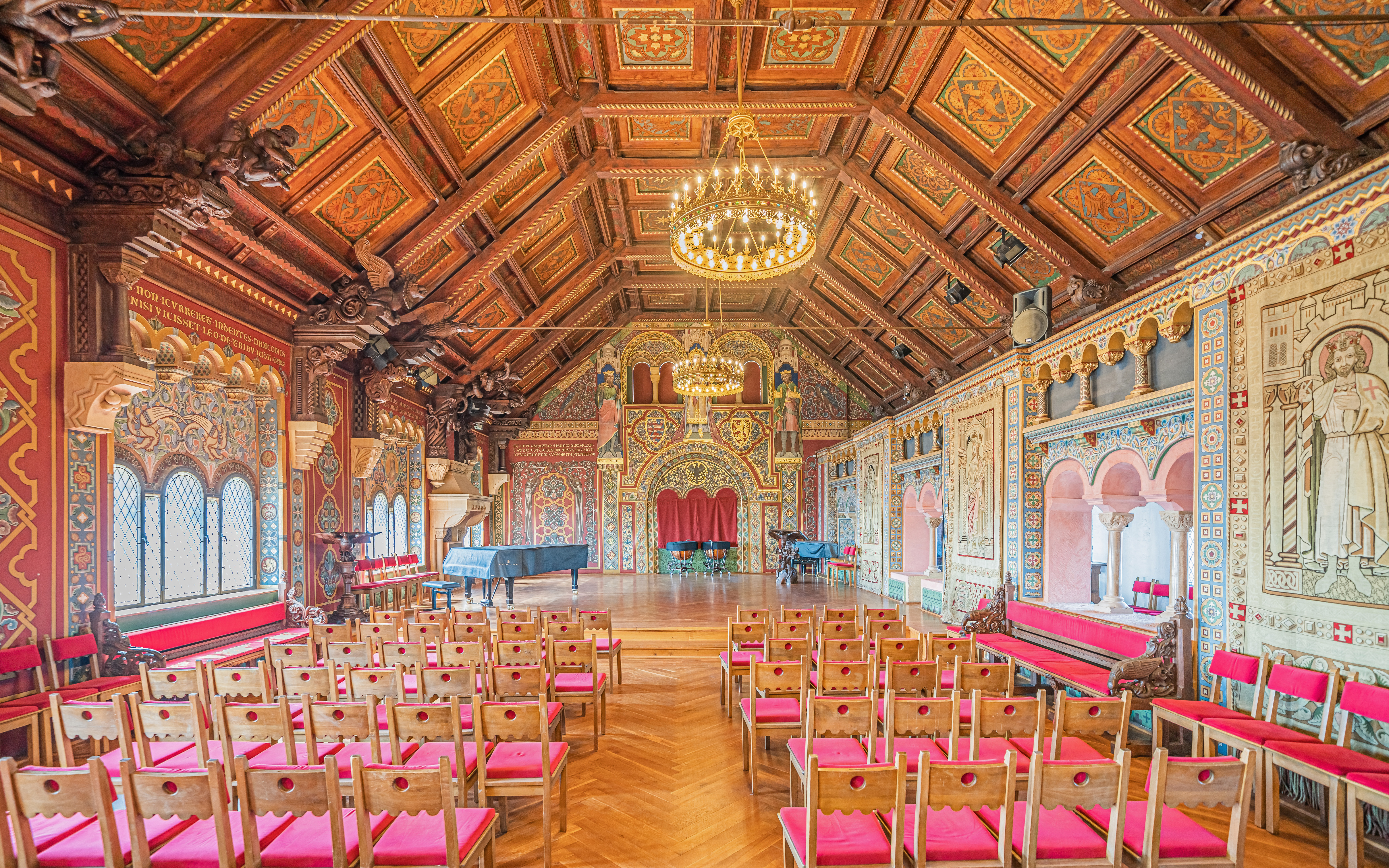
Festsaal

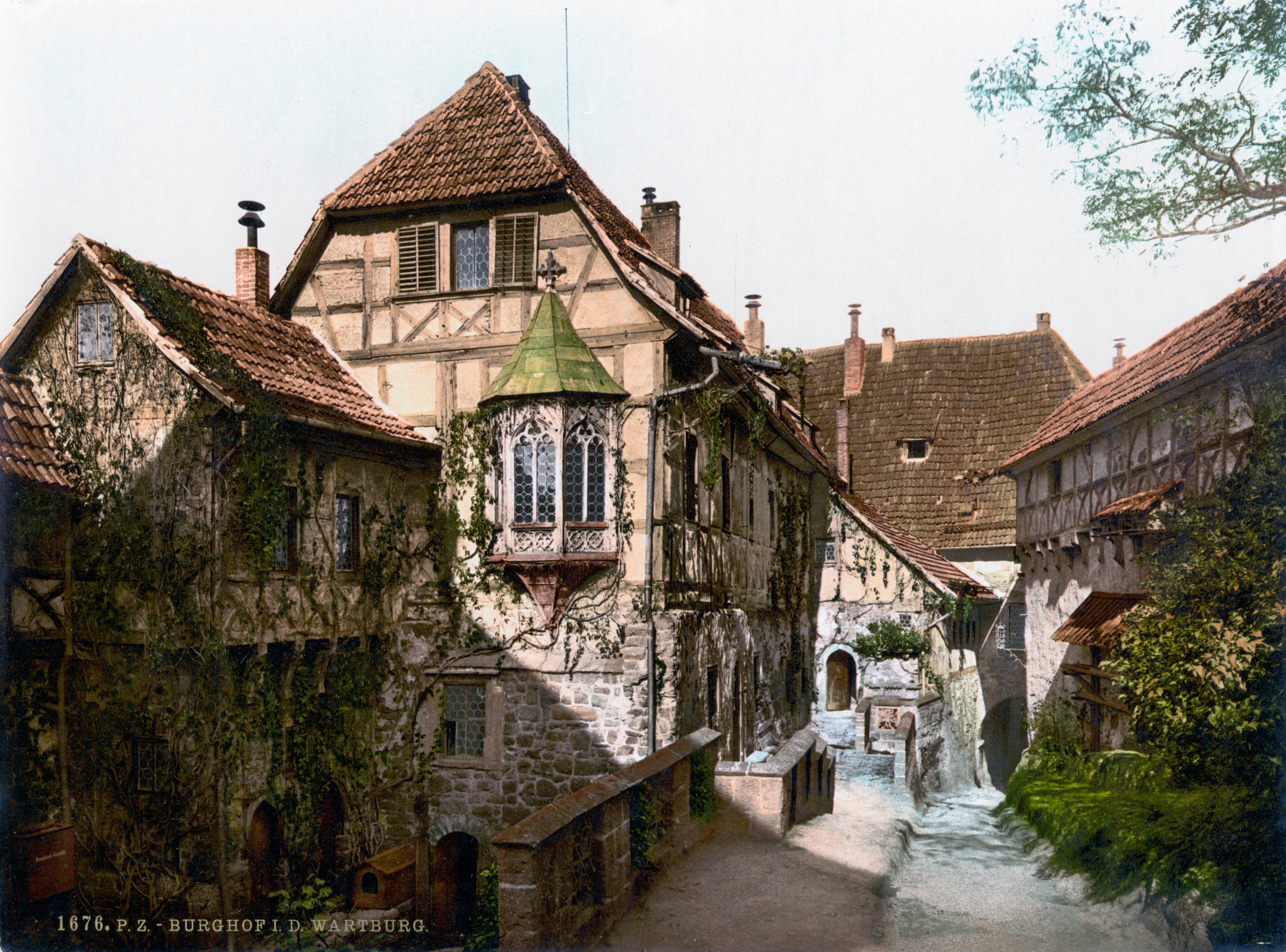
Erster Burghof um 1900 …

### Lage und allgemeine Beschreibung
Die Wartburg erhebt sich auf einem schmalen, schroffen Felsgrat etwa 220 m über der Stadt Eisenach. Von ihr aus kann man unter anderem den 17 km nahen Großen Inselsberg im Südosten, die 58 km entfernte Wasserkuppe im Südsüdwesten, und den 95 km entfernten Brocken im Norden erblicken. Sie ist eine typische Abschnittsburg, die ursprünglich aus vier Abschnitten bestand, von denen heute nur noch die Vor- und die Hauptburg erhalten sind. Die größten und für den Baukörper nicht immer vorteilhaften Veränderungen erfuhr die Wartburg im 19. Jahrhundert, als die Restaurierung der Burg auf Goethes Initiative hin im damaligen Gedankengut des Historismus und des wieder erstarkten Nationalismus des deutschen Kaiserreiches erfolgte.
Die Burg wurde in ihrer Geschichte mehrmals belagert, aber nie erobert, und war in ihrer Blütezeit folgendermaßen aufgeteilt:

### 1. Abschnitt
Der erste Burgabschnitt befand sich dort, wo heute die Wartburgschanze den Eingang zur Burg markiert. Hier befanden sich Wehrbauten, die diesem Abschnitt den heutigen Namen gaben. Die Fundamente eines Turmes (Fischerturm) wurden in den 1990er Jahren wieder freigelegt und sind heute als viereckiges Loch sichtbar. Die Gebäude dieses Abschnittes, die bis in Goethes Zeiten als überdachte Wehrgänge sichtbar waren, sind nicht mehr vorhanden. An deren Stelle ist heute der Platz vor der Zugbrücke.

### Vorburg
Die Vorburg wird über die Zugbrücke durch ein Torgebäude betreten, das ursprünglich ein Torturm aus der Zeit der Umwandlung zur Residenz war und später in seiner Höhe verringert und umgebaut wurde. Die rechts an das Torhaus anschließenden Gebäude (Ritterhaus, Vogtei) stammen aus dem späten Mittelalter. Jedoch wurden Hinweise auf das Vorhandensein älterer Bausubstanz gefunden. Der Brunnen im ersten Hof der Wartburg stammt nicht aus dem Mittelalter; denn die Wasserversorgung erfolgte damals per Lasttier und Zisterne (im Haupthof). Die Ringmauer, die zum Teil noch aus dem 12. Jahrhundert stammt, wurde im 15. Jahrhundert mit dem vorkragenden Fachwerkaufbau versehen und überdacht. Der westliche Teil heißt Margaretengang und der östliche Elisabethgang. Die Vorburg wurde wahrscheinlich durch einen Halsgraben zur Hauptburg hin abgeschlossen.

### Hauptburg
Die Hauptburg wird durch die Gebäudeflucht Neue Kemenate, Torhalle und Dirnitz, alles Gebäude aus der zweiten Hälfte des 19. Jahrhunderts, begrenzt. Die mittelalterlichen Gebäude an dieser Stelle waren bereits zu Goethes Zeiten verfallen, so dass der mittelalterliche Zustand des Hofes auch durch Ausgrabungen rekonstruiert werden musste. Die Hauptburg wird beherrscht vom spätromanischen Palas, dem Landgrafenhaus, neben dem Südturm dem einzigen mittelalterlichen Gebäude der Hauptburg, sowie vom in der Nähe des ursprünglichen Bergfrieds errichteten heutigen Hauptturm, der den Wasserspeicher der Wartburg-Wasserleitung zur Versorgung der Stadt Eisenach enthält. Von den restlichen mittelalterlichen Gebäuden ist nichts erhalten geblieben. Der heute als Restaurant genutzte Gadem wurde 1874–1877 erneuert; das Kellergeschoss mit Tonnenkeller blieb erhalten. Das Gebäude diente zuvor als Magazin, Zeughaus und Hofküche. Unmittelbar südlich davon folgte das Brauhaus.

### Südabschnitt
Der südlichste Abschnitt der heutigen Hauptburg könnte wegen der topographischen Gegebenheiten im Mittelalter durch eine Mauer in Höhe der Flucht Palas-Gadem vom Haupthof abgetrennt worden sein. Am südlichsten Ende dieses Abschnitts befindet sich der Südturm, der letzte original erhaltene Turm aus der Entstehungsgeschichte der Burg. Er deckte den südlichen Hang in Richtung Eisenacher Burg ab. Der heute als Burggarten genutzte Teil liegt bereits 3 m tiefer als der Gadem. Das Areal wurde über Jahrhunderte als Schutthalde genutzt, um die Grundfläche des Burghofes nach und nach zu vergrößern. Bei der 2012 noch andauernden Sanierung der Südmauer konnten auf der Innenseite der Ringmauer Fundamente und Reste einer Gruppe von Stützpfeilern dokumentiert werden.

### Gasthof
In den Jahren 1912–1914 entstand nach einem Entwurf des Architekten Bodo Ebhardt der Wartburg-Gasthof.

### Konzertsaal
Die Wartburg hält einen der bekanntesten Konzertsäle Thüringens bereit. Wesentlichen Anteil an dessen Erfolg hat die Akustik des Gebäudes. Sie ist auch das Werk von Franz Liszt, der beim Ausbau des Palas zum Konzertsaal im Auftrag des Weimarer Herzoghauses sein musikalisches Können und Fachwissen bei der Ausgestaltung des Festsaales einbrachte.
In ihrer Gesamtheit ist die Wartburg ein typisches Beispiel der Denkmalpflege des 19. Jahrhunderts: Die bestehende Architektur wurde mit Gebäuden in einer historisierenden, teils romantisierenden Form ergänzt, um der geschichtlichen Bedeutung der Wartburg, die zur Zeit der Etablierung des deutschen Kaiserreiches einen nationalen Aspekt erhielt, gerecht zu werden. Vergleichbare Stätten deutscher Geschichte sind die Reichsburg Kyffhausen, die Burg Hohenzollern, die Hohkönigsburg und die Ordensburg Marienburg.
Seit 1958 werden die Wartburgkonzerte im Rundfunk übertragen. Zu diesem Zweck wurde auch ein Studio auf der Wartburg eingerichtet.

### Hotel auf der Wartburg
Das Hotel auf der Wartburg in Eisenach bleibt voraussichtlich bis zum Sommer 2025 geschlossen. Nach der Insolvenz des bisherigen Hotelbetreibers Arcona musste die Finanzierung der notwendigen Bauarbeiten geklärt und die Aufträge neu vergeben werden. Arcona hatte das Fünf-Sterne-Hotel auf der Wartburg seit dem Jahr 2000 betrieben. Auch die Burgschänke wurde vom bisherigen Hotelpächter geführt.
Der hohe Sanierungsstau war auch einer der Streitpunkte zwischen dem Pächter Arcona und der Wartburg-Stiftung. Der Stiftungsrat hat laut Thüringer Allgemeine erste Sicherungsmaßnahmen am Gebäude genehmigt und hierfür fünf Millionen Euro aus dem Fördertopf der Thüringer Staatskanzlei bereitgestellt. Der Beirat der verantwortlichen Stiftung diskutiert inzwischen mehrere Nutzungsvarianten, möglicherweise wird es künftig keinen Hotelbetrieb mehr geben.

## Rundgang
Ein geführter Gang durch die Burg berührt folgende exponierte Gebäude:
Das Hauptgebäude (der Palas oder das Landgrafenhaus) stammt ursprünglich aus der Mitte des 12. Jahrhunderts. Dendrochronologische Untersuchungen datieren die Balken des Untergeschosses auf 1157/1158. Am Außenbau lassen sich Anleihen an römische Palastbauten erkennen. Der Palas ist das einzige Fürstenschloss, das aus jener Periode der Baukunst erhalten blieb. 1847 bis 1870 wurde es auf Veranlassung von Großherzog Carl Alexander (Sachsen-Weimar-Eisenach) in umfassender Weise durch den Gießener Architekten Hugo von Ritgen restauriert.
Der Eingang zur untersten der drei Etagen, der Teilunterkellerung im Süden der Burg, führt zunächst in die ehemalige Rüstkammer sowie in die ehemaligen Pferdeställe. Eine Steintreppe in der Mitte des Gebäudes führt in das eigentliche Erdgeschoss des Palas. Der sog. Rittersaal ist ein quadratischer Raum mit Kamin, dessen Nutzung bis heute weitgehend unbekannt bleibt. Hieran schließt sich das sog. Speisezimmer an, das die Zuschreibung als Wohnungsraum der alten Landgrafen mit der Sanierung im 19. Jahrhundert bekam. Im Erdgeschoss des Landgrafenhauses befindet sich auch die Kemenate der hl. Elisabeth, die auf Veranlassung und Kosten des letzten Kaisers des Deutschen Reiches, Kaiser Wilhelm II., von 1902 bis 1906 mit Glasmosaiken im neobyzantinischen Stil von dem Oldenburger Kirchenmaler und Mosaikkünstler August Oetken (1868–1951) vollständig neu ausgekleidet wurde. Sie trägt ihren Namen nachweislich seit 1669. Mittelpunkt der Mosaizierung der Elisabeth-Kemenate ist ein Elisabethzyklus mit neun Darstellungen aus dem Leben der hl. Elisabeth, Landgräfin von Thüringen und Prinzessin von Ungarn. Die Darstellungen verweisen auf die Abstammung des Hauses Sachsen-Weimar-Eisenach aus der Familie der Landgrafen von Thüringen. In der zweiten Etage gelangt der Besucher in die Kapelle der Wartburg. Hier soll der Legende nach Martin Luther gepredigt haben. Historische Fakten bestätigen dies nicht. Im anschließenden Sängersaal führen Moritz von Schwinds Fresken, die die Raumarchitektur aufgreifen, die Sage des Sängerkrieges vor Augen. Die mit 13 romantischen Darstellungen Moritz von Schwinds (Bilder der Werke der Barmherzigkeit der hl. Elisabeth, d. h. der märchenhaften Heiligenlegenden und -wunder) von 1855 geschmückte Elisabethgalerie wurde von 2015 bis 2017 restauriert. Das Landgrafenzimmer führt dem Besucher die Gründungs- und andere Legenden der Wartburg vor Augen. Die dritte Etage nimmt der 40 Meter lange Festsaal ein, der auf den ursprünglichen Baukörper aufgesetzt wurde, nachdem die Wartburg Residenz der Ludowinger geworden war.
In Torhalle, neuer Kemenate und Dirnitz aus dem 19. Jahrhundert befindet sich das Museum der Burg mit großen Teilen der Kunstsammlung. Die 1867 gebaute Dirnitz enthielt einst die Großherzogliche Rüstkammer mit einer sehr bedeutenden historischen Waffensammlung „von europäischem Rang“. Das Wertvollste waren 70 Rüstungen von bekannten historischen Persönlichkeiten. Diese Sammlung wurde im Februar 1946 in die UdSSR verbracht. In den drei Gebäuden stellt eine Dauerausstellung das Leben der berühmten Gäste, Bewohner und Landgrafen auf der Burg vor. Zahlreiche Exponate und Bilder u. a. von Lucas Cranach zeigen die wechselvolle Geschichte von der Errichtung im 12. Jahrhundert, den Aufenthalt der hl. Elisabeth und Martin Luthers, den Verfall sowie den Wiederaufbau im 19. Jahrhundert.
Den Rundgang beschließt der Weg durch den sog. Margarethengang (westlicher Wehrgang) hin zur Vogtei, wo sich die Lutherstube befindet, die dem Reformator Martin Luther vom 4. Mai 1521 bis 1. März 1522 als Unterschlupf und Ort eines Teils (Neues Testament bzw. Septembertestament) der Bibelübersetzung diente. Der gotische sog. Nürnberger Erker in der benachbarten Vogteistube stammt von einem Nürnberger Patrizierhaus, diente ursprünglich als Kapellenerker des Harsdörferschen Hauses in Nürnberg und wurde erst in den 1870er Jahren an die Südfassade der Vogtei angebaut. In der oberen Vogteistube befindet sich auch das sogenannte Pirckheimer Stübchen, das 1863 von Großherzogin Sophie von Sachsen-Weimar-Eisenach für ihren Gatten Carl Alexander in Nürnberg erworben und 1867 auf die Wartburg gebracht wurde. Das hinsichtlich der Konstruktion einzigartige, um 1490 erbaute Schrankstübchen wurde lange dem Humanisten Willibald Pirckheimer (1470–1530) zugeschrieben, jedoch wahrscheinlich vom Drucker und Verleger Anton Koberger (1440–1513) in Auftrag gegeben.

## Veranstaltungen
Das Wartburg Festival findet seit 2004 jährlich statt. Vom 4. Mai bis zum 5. November 2017 wurde auf der Wartburg eine von drei Nationalen Sonderausstellungen anlässlich des Reformationsjubiläums 2017 gezeigt. Die Ausstellung „Luther und die Deutschen“ thematisierte Luthers Aufenthalt auf der Wartburg und die Entwicklungen, die zum Neuaufbau der Wartburg und deren Umgestaltung zum „Nationaldenkmal“ im 19. Jahrhundert führten. Weiterhin enthielt sie eine Rezeption Luthers seit dem 16. Jahrhundert bis in die Gegenwart. Seit dem Jahreswechsel 2018 ist eine neu gestaltete Dauerausstellung in den Räumen der Burg zu sehen.

## Verkehrsanbindung
Direkt erreichbar ist die Wartburg mit den Buslinien des Eisenacher Stadtverkehrs:
- Linie 3 vom Bahnhof und Stadtzentrum
- Linie 23 von den P+R-Parkplätzen im Mariental

## Finanzierung
Für die Wartburg als Kultureinrichtung und UNESCO-Welterbestätte hat der Haushaltsausschuss des Bundestages für die Sanierung des Hauptgebäudes im September 2023 mehr als 4,9 Millionen Euro aus dem Förderprogramm Kultur-Invest freigegeben.

## Sonstiges
Ludwig II. von Bayern nahm die Wartburg als Vorbild für sein im Allgäu gelegenes Schloss Neuschwanstein. Das Schloss und die Burg ähneln sich nicht nur aus einigen Blickwinkeln in der Silhouette, auch der Festsaal wurde für das Schloss des bayerischen Königs nachgeahmt.
Die Wartburg ist vielfach literarischer Schauplatz geworden, am bekanntesten durch Richard Wagners Tannhäuser. Auch erschien vor dem Ersten Weltkrieg in Eisenach die Literaturzeitschrift Wartburgstimmen unter der Redaktion des Romanciers Ernst Clausen.
1962 wurde die evangelische Wartburgkirche in Frankfurt (Main) nach ihr benannt.
Vor dem Palas der Wartburg wurde im Juli 2013 ein von Studenten der Bauhaus-Universität Weimar erstelltes taktiles Burgmodell mit Beschriftungen in Brailleschrift aufgestellt. Die Beschriftungen ermöglichen es Blinden und Sehschwachen, die Hauptgebäude der Wartburg in ihrer Kubatur und mit vielen Fassadendetails durch Ertasten kennenzulernen.
Die Wartburg wurde in das im Jahre 2001 erschienene Blaubuch aufgenommen. Das Blaubuch ist eine Liste national bedeutsamer Kultureinrichtungen in Ostdeutschland und umfasst zurzeit 20 sogenannte kulturelle Leuchttürme.
Nach der Wartburg ist der Landkreis Wartburgkreis benannt.
Im mini-a-thür (Ruhla bei Eisenach), in der Miniwelt (Lichtenstein/Sa.) und in Clingen im Kyffhäuserkreis befinden sich jeweils Miniatur-Nachbildungen der Wartburg.
Der geographische Mittelpunkt Deutschlands ist abhängig von der Berechnungsmethode. Eine Berechnung des Schwerpunkts der Fläche Deutschlands (ohne Zwölfmeilenzone) bestimmte einen Geländepunkt am Gutshof Landstreit bei Eisenach als Mittelpunkt (51° 0′ N, 10° 20′ O). Stellvertretend wurde die etwa 10 km entfernte Wartburg zum Mittelpunkt Deutschlands erklärt.
Am Fuß der Wartburg befand sich von 1901 bis 2022 die Eselstation. Nach einem Schaden durch umgestürzte Bäume wurde sie im Frühjahr 2022 abgerissen.
Die Burganlage umgibt eine Waldfläche von etwa 27 ha. Für diesen sogenannten Stiftungswald wurde vom Thüringer Forstamt ein Nutzungsverzicht empfohlen.
Aus Sicherheitsgründen befindet sich die Wartburg in einem Flugbeschränkungsgebiet (ED – R 90). Um die Wartburg herum kennzeichnet die sog. Blaue Linie ein Bauverbot im Umkreis von 500 Metern. Sie geht auf den Eisenacher Stadtbaudirektor und Burgbaurat Karl Hofferbert zurück, der in den 1930er-Jahren die rasche Ausdehnung des Südviertels und damit die Verbauung der Burg verhindern wollte.
Der Wanderweg Pummpälzweg führt von Eisenach über die Wartburg, Ruhla und den Kissel auf 28 Kilometern nach Bad Salzungen.
Beim Kunstprojekt „Daily Painting“ (World Heritage in Germany) entstanden im Juni 2011 fast 50 Grafiken und Fotos zur Wartburg von Kunststudenten der Universität Paderborn, die an 50 aufeinander folgenden Tagen im Web publiziert wurden.
In der Fassade des Tribune Tower in Chicago ist ein originaler Stein der Wartburg eingefügt und mit den Angaben zur Herkunft Luther’s Wartburg – Eisenach, Germany versehen.
Der Name wurde von der „Fahrzeugfabrik Eisenach“ (später VEB Fahrzeugfabrik Eisenach) für mehrere Modelle verwendet, ab 1956 für einen über dem „Trabant“ angesiedelten PKW, der in mehreren Varianten bis 1991 insgesamt über 1,6 Millionen Mal produziert wurde.

## Legenden
- Luther selbst berichtet, er sei auf der Wartburg vom Teufel belästigt worden. Mit seiner Aussage, er habe daraufhin „den Teufel mit der Tinte vertrieben“, bezog er sich auf seine Bibelübersetzung.[51] Später wurde dieses Lutherzitat dahingehend gedeutet, er habe mit einem Tintenfass nach dem Teufel geworfen. Bereits der ortskundige Geograph und Historiker Melissantes alias Johann Gottfried Gregorii erwähnte im Jahr 1713, dass Besuchern der Wartburg in Luthers Stube ein Tintenfleck gezeigt wurde.[52] Dieser Fleck, der regelmäßig erneuert und nachgefärbt werden musste, nachdem Besucher immer wieder kleine Putzstücke als Andenken mit nach Hause genommen hatten, war bis in das vergangene Jahrhundert hinein in der Lutherstube zu sehen.

- Landgraf Friedrich der Freidige war der Sohn Albrechts des Entarteten und wurde 1257 auf der Wartburg geboren. Der Sage nach biss ihn seine Mutter Margaretha von Staufen, die vor ihrem Gemahl 1270 von der Wartburg floh, vom Abschiedsschmerz übermannt, in die Wange, und so wurde er auch der Gebissene genannt.[53]

## Verwaltung
Für die Verwaltung der Wartburg wurden Burg- oder Schlosshauptleute eingesetzt. Die wichtigsten waren Bernhard von Arnswald (1807–1877) und Hans Lucas von Cranach, dessen Porträt von Adolf Brütt auf der Wartburg erhalten ist. Seit dem 1. Juli 2021 wird die Burg im Auftrag der Wartburg-Stiftung von Franziska Nentwig verwaltet. Sie trägt die Amtsbezeichnung „Frau Burghauptmann“.
| Jährliche Besucherzahlen der Wartburg seit 1992 | Jährliche Besucherzahlen der Wartburg seit 1992 | Jährliche Besucherzahlen der Wartburg seit 1992 | Jährliche Besucherzahlen der Wartburg seit 1992 | Jährliche Besucherzahlen der Wartburg seit 1992 | Jährliche Besucherzahlen der Wartburg seit 1992 | Jährliche Besucherzahlen der Wartburg seit 1992 | Jährliche Besucherzahlen der Wartburg seit 1992 | Jährliche Besucherzahlen der Wartburg seit 1992 | Jährliche Besucherzahlen der Wartburg seit 1992 | Jährliche Besucherzahlen der Wartburg seit 1992 | Jährliche Besucherzahlen der Wartburg seit 1992 | Jährliche Besucherzahlen der Wartburg seit 1992 | Jährliche Besucherzahlen der Wartburg seit 1992 | Jährliche Besucherzahlen der Wartburg seit 1992 | Jährliche Besucherzahlen der Wartburg seit 1992 | Jährliche Besucherzahlen der Wartburg seit 1992 | Jährliche Besucherzahlen der Wartburg seit 1992 | Jährliche Besucherzahlen der Wartburg seit 1992 | Jährliche Besucherzahlen der Wartburg seit 1992 | Jährliche Besucherzahlen der Wartburg seit 1992 |
| Jahr                                            | Besucher                                        |                                                 | Jahr                                            | Besucher                                        |                                                 | Jahr                                            | Besucher                                        |                                                 | Jahr                                            | Besucher                                        |                                                 | Jahr                                            | Besucher                                        |                                                 | Jahr                                            | Besucher                                        |                                                 | Jahr                                            | Besucher                                        |                                                 |
| ----------------------------------------------- | ----------------------------------------------- | ----------------------------------------------- | ----------------------------------------------- | ----------------------------------------------- | ----------------------------------------------- | ----------------------------------------------- | ----------------------------------------------- | ----------------------------------------------- | ----------------------------------------------- | ----------------------------------------------- | ----------------------------------------------- | ----------------------------------------------- | ----------------------------------------------- | ----------------------------------------------- | ----------------------------------------------- | ----------------------------------------------- | ----------------------------------------------- | ----------------------------------------------- | ----------------------------------------------- | ----------------------------------------------- |
| 1992                                            | 554.326                                         |                                                 | 1996                                            | 493.978                                         |                                                 | 2000                                            | 462.005                                         |                                                 | 2004                                            | 433.789                                         |                                                 | 2008                                            | 398.701                                         |                                                 | 2012                                            | 337.258                                         |                                                 | 2016                                            | 366.445                                         |                                                 |
| 1993                                            | 513.766                                         |                                                 | 1997                                            | 443.121                                         |                                                 | 2001                                            | 435.941                                         |                                                 | 2005                                            | 404.858                                         |                                                 | 2009                                            | 389.597                                         |                                                 | 2013                                            | 341.451                                         |                                                 | 2017                                            | 459.000                                         |                                                 |
| 1994                                            | 496.442                                         |                                                 | 1998                                            | 450.838                                         |                                                 | 2002                                            | 430.769                                         |                                                 | 2006                                            | 403.818                                         |                                                 | 2010                                            | 363.129                                         |                                                 | 2014                                            | 350.772                                         |                                                 | 2018                                            | 315.000                                         |                                                 |
| 1995                                            | 493.895                                         |                                                 | 1999                                            | 442.227                                         |                                                 | 2003                                            | 406.092                                         |                                                 | 2007                                            | 462.390                                         |                                                 | 2011                                            | 362.759                                         |                                                 | 2015                                            | 346.617                                         |                                                 | 2019                                            |                                                 |                                                 |

Die Besucherstatistik der Wartburg wird seit dem 1. Juli 1894 geführt und erfasst seitdem alle verkauften Eintrittskarten für eine Besichtigung der Innenräume. Am 18. September 2009 konnte vom damaligen Burghauptmann Schuchardt die 30-millionste Besucherin begrüßt werden. Im Jahr 2017 stieg die Besucherzahl auf etwa 459.000 an, der Zuwachs beruht auf dem Reformationsjubiläum, zur Sonderausstellung „Luther und die Deutschen“ auf der Wartburg wurden 310.233 Besucher gezählt. Im Folgejahr 2018 gingen die Besucherzahlen aller Eisenacher Museen um bis zu 30 Prozent zurück.

### Geschichte
- Sigfried Asche: Die Heilige Elisabeth und Martin Luther auf der Wartburg. In: Das christliche Denkmal. Union-Verlag, Berlin 1955, S. 31.
- Gunter Schäfer: Die Wartburg und ihre Geschichte. Sachsenbuch-Verlag, Leipzig 1991, S. 96.
- Gerd Strickhausen: Burgen der Ludowinger in Thüringen, Hessen und dem Rheinland. Studien zu Architektur und Landesherrschaft im Hochmittelalter (= Quellen und Forschungen zur hessischen Geschichte; 109). Selbstverlag der hessischen historischen Kommission Darmstadt und der historischen Kommission für Hessen, Darmstadt und Marburg 1998.

### Bauforschung
- Ernst Badstübner: Die „Restauration“ der Wartburg. Aspekte des Historismus und der Denkmalpflege. In: Burgen und Schlösser. Band 45, 2004, ISSN 0007-6201, S. 18–27.
- Gerd Braun: Früh- und Hochmittelalter: Vom Bît Hilani zum Palas der Wartburg. Eine architekturgeschichtliche Studie zur Entwurfsmethodik und Typenbildung vom Altertum bis zum Hochmittelalter, Band I-III, hier: Band III, Mainz 2018, ISBN 978-3-96176-026-8.
- Dieter Eckstein, Thomas Eißing, Peter Klein: Dendrochronologische Datierung der Wartburg und Aufbau einer Lokalchronologie für Eisenach/Thüringen. In: Günther Binding (Hrsg.): Veröffentlichung der Abteilung Architekturgeschichte des Kunsthistorischen Instituts der Universität zu Köln. Band 46, 1992, ISSN 0940-7812, S. 1–57.
- Grit Jacobs: Ein treues Bild aus früher Zeit, das Werk des Architekten Hugo von Ritgen auf der Wartburg. Dissertation. Thüringer Universitäts- und Landesbibliothek Jena. Jena 2017. Auch online: DB Thüringen, abgerufen am 4. August 2020
- Hugo von Ritgen: Gedanken über die Restauration der Wartburg (handschriftliches Manuskript). Hrsg.: Wartburgstiftung. Eisenach 1847, S. 140.
- Johann Wilhelm Sältzer: Bauaufnahme der Wartburg. Grundriß mit Aufrissen. Eisenach 1840 (Wartburg-Stiftung Eisenach, Archiv, BE 36/GK)
- Johann Wilhelm Sältzer: Die Wartburg. Eine archäologisch-architektonische Skizze, Eisenach 1846 (Wartburg-Stiftung Eisenach, Archiv, Hs. 3501)
- Oskar Schmolitzky: Das Fachwerk der Wartburg (Teil 1). In: Deutsches Jahrbuch für Volkskunde. Band 10. Berlin 1964, S. 1–24.
- Günther Schuchardt: Der romanische Palas der Wartburg. Bauforschung an einer Welterbestätte. Hrsg.: Wartburgstiftung. Band 1. Schnell und Steiner, Regensburg 2001, ISBN 3-7954-1457-1.
- Gerd Strickhausen: Die Baupolitik Landgraf Ludwigs II. von Thüringen und die Bedeutung des Palas der Wartburg. In: Forschungen zu Burgen und Schlösser. Band 5, München/ Berlin 2000, S. 71–90.

### Kunst- und Architekturführer
- Sigfried Asche: Die Wartburg und ihre Kunstwerke. Hrsg.: Wartburgstiftung. Erich-Röth-Verlag, Eisenach 1954, S. 68.
- Ernst Badstübner: Die Wartburg. In: Große Kunstführer (Schlösser und Burgen). Band 196. Schnell und Steiner, Regensburg 2001, ISBN 3-7954-1399-0, S. 48.
- Max Baumgärtel (Hrsg.): Die Wartburg. Ein Denkmal deutscher Geschichte und Kunst. Baumgärtel, Berlin 1907.
- Hans von der Gablenz: Die Wartburg. Bruckmann, München 1935.
- Werner Noth (damals Direktor der Wartburg-Stiftung): Die Wartburg. Koehler & Amelang, Leipzig 1967 sowie weitere Wartburg-Veröffentlichungen von Noth (GND 139532935)
- Hugo von Ritgen: Der Führer auf der Wartburg. Ein Wegweiser für Fremde und ein Beitrag zur Kunde der Vorzeit. Weber, Leipzig 1860.
- Hugo von Ritgen: Wartburg-Album. Photographien nach der Natur. Hardtmuth & Schwier/ E. Linde’s Kunstverlag, Weimar, Berlin 1860 (Digitalisat der HAAB Weimar).
- Günter Schuchardt, Elmar Altwasser, Ulrich Kneise: Welterbe Wartburg. In: Burgen, Schlösser und Wehrbauten in Mitteleuropa. Band 4. Schnell und Steiner, Regensburg 2017, ISBN 978-3-7954-1222-7, S. 63.
- Großherzogthum Sachsen-Weimar-Eisenach, Amtsgerichtsbezirk Eisenach, III. Die Wartburg. In: Paul Lehfeldt, Georg Voss (Hrsg.): Bau- und Kunstdenkmäler Thüringens. Band 41. Jena 1917 (Digitalisat).
- Rudolf Zießler: Die Wartburg (Bezirk Erfurt / Eisenach). In: Götz Eckardt (Hrsg.): Schicksale deutscher Baudenkmale im Zweiten Weltkrieg. Band 2. Henschel-Verlag, Berlin 1978, S. 471–474.

### Sonstige Literatur
- Ludwig Bechstein: Sagenkreis von Eisenach und der Wartburg. In: Die Sagen von Eisenach und der Wartburg, dem Hörseelberg und Reinhardsbrunn. (= Der Sagenschatz und die Sagenkreise des Thüringerlandes, Band 1). Kesselring, Hildburghausen 1835, S. 19–126 (Digitalisat bei Google Books).
  - Nachdruck (in Teilen): Sagen von Eisenach und der Wartburg. Verlag Rockstuhl, Bad Langensalza 2003, ISBN 3-936030-88-X (Buchvorschau der 4. Auflage 2015 bei Google Books).
- Joseph Victor von Scheffel: Wartburglieder. In: Sämtliche Werke. Band 3: Frau Aventiure. Hesse & Becker, Leipzig [1916], S. 11–16 (Digitalisat in den Freiburger historischen Beständen der Albert-Ludwigs-Universität Freiburg).
- Wartburgstiftung (Hrsg.): Die Wartburg. Porträt einer Tausendjährigen. Schnell und Steiner, Regensburg 2007, ISBN 978-3-7954-2032-1.
- (diverse). In: Wartburgstiftung (Hrsg.): Wartburgjahrbuch (Neue Folge). Schnell und Steiner, ISSN 1617-0059.
- Gerold Schmidt: Der Bilder-Zyklus zum Leben der Heiligen Elisabeth in der Elisabeth-Kemenate auf der Wartburg von Prof. August Oetken (1868–1951). In: Wartburg-Jahrbuch 1997. Schnell und Steiner, Regensburg 1998, ISBN 3-7954-1201-3, S. 102–128.
- Steffen Raßloff, Lutz Gebhardt: Die Thüringer Landgrafen. Geschichte und Sagenwelt. Rhino Verlag, Ilmenau 2017, ISBN 978-3-95560-055-6.
- Pollack: Luther auf der Wartburg. In: Die Gartenlaube. Heft 39, 1867, S. 614–617 (Volltext [Wikisource]).
- Ludwig Storch: Die Wartburg. In: Die Gartenlaube. Heft 39, 1867, S. 619–623 (Volltext [Wikisource]).

## Dokumentarfilme, Spielfilme, Filmaufnahmen
- Dreiminütiger Privatfilm, der den Zustand von Wartburg und Umgebung im Kriegsjahr 1944 zeigt (via YouTube, Abruf am 14. Februar 2017).
- Die Wartburg (1954), Farbfilm des VEB DEFA Studios für populärwissenschaftliche Filme, Regie G. Mühlpforte, fachliche Beratung Alfred Meusel und Joachim Streisand.
- Die Wartburg (1967), eine Produktion des VEB DEFA Studios für Wochenschau und Dokumentarfilme, Buch und Regie: Heinz Fischer. – Dem zur 900-Jahrfeier der Wartburg (1967) gedrehten Film wurde 1976 die Aufführungslizenz entzogen.[59]
- Frau Venus und ihr Teufel (1967), DEFA-Spielfilm mit Manfred Krug und Rolf Hoppe. Dreiminütiger Ausschnitt bei YouTube; in dem Clip sieht man Manfred Krug als Minnesänger Tannhäuser in einem sonderbaren Nachbau des sogenannten Sängersaals
- Die Wartburg. Wo Romantik vom Mittelalter träumt. Aus der Dokumentarfilmreihe Schätze der Welt – Erbe der Menschheit, Folge 248 (Mediathek des SWR, abgerufen am 30. Dezember 2015); der Beitrag findet sich – etwas wackelig – auch bei YouTube, abgerufen am 30. Dezember 2015. Ein Film von Eva Witte aus dem Jahr 2001.[60]
- Wartburg – Festung der Wildnis. Dokumentation 2005, 43 Min., Regie: Herbert Ostwald, Produktion: ZDF, Erstausstrahlung: 14. März 2009.
- Die Wartburg in Thüringen, Symbol deutscher Geschichte …. Etwa vierminütiger Beitrag der Deutschen Welle (via YouTube, Stand 30. Dezember 2015).
- Beitrag über Eisenach und die Wartburg aus der Reihe Hin und weg, einem Reisemagazin der Deutschen Welle (via YouTube, Stand 30. Dezember 2015).[61]
- Beitrag aus der Dokumentarfilmreihe Geschichte Mitteldeutschlands: Liebe im Mittelalter: Die Skandale des echten Tannhäuser, bei YouTube abgerufen am 30. Dezember 2015.[62]
- Martin Luther im Kampf mit dem Teufel – szenische Dokumentation von Günther Klein, Spieldauer etwa 45 Minuten. Hier in der Fassung, die vom ZDF in der Reihe Giganten ausgestrahlt wurde[63] (bei YouTube am 30. Dezember 2015 aufgerufen).
- Die Wartburg: Macht, Religion, Revolution ARTE-Dokumentarfilm, 22. Februar 2025, 85 Minuten, (auf YouTube)

## Abbildungen auf Briefmarken und Gedenkmünzen
Die Wartburg erschien mehrfach auf deutschen und internationalen Briefmarken, Münzen und Medaillen, hier eine Auswahl:

Deutsche Briefmarken und Münzeditionen
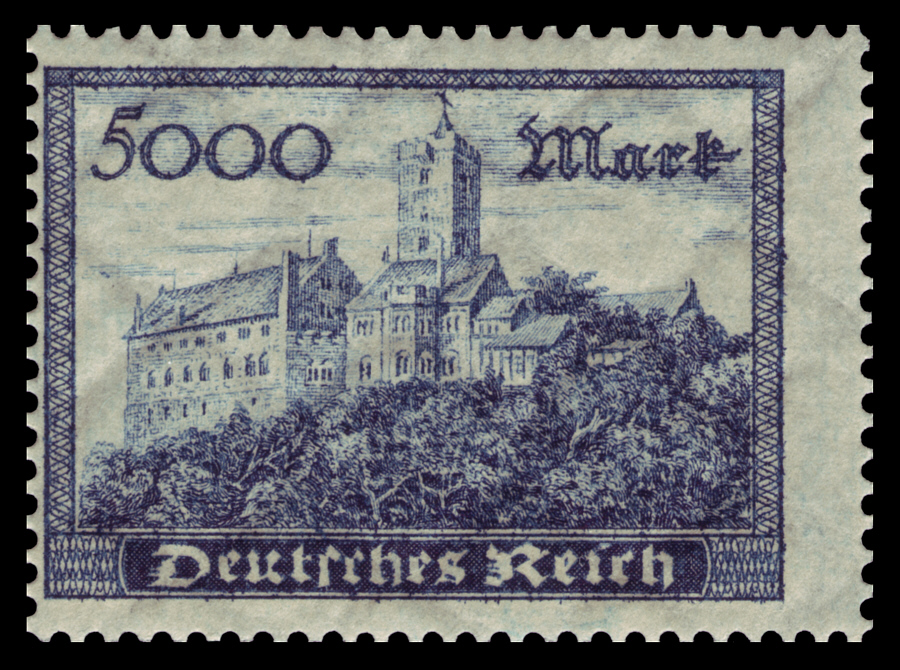
Reichspost (1923)
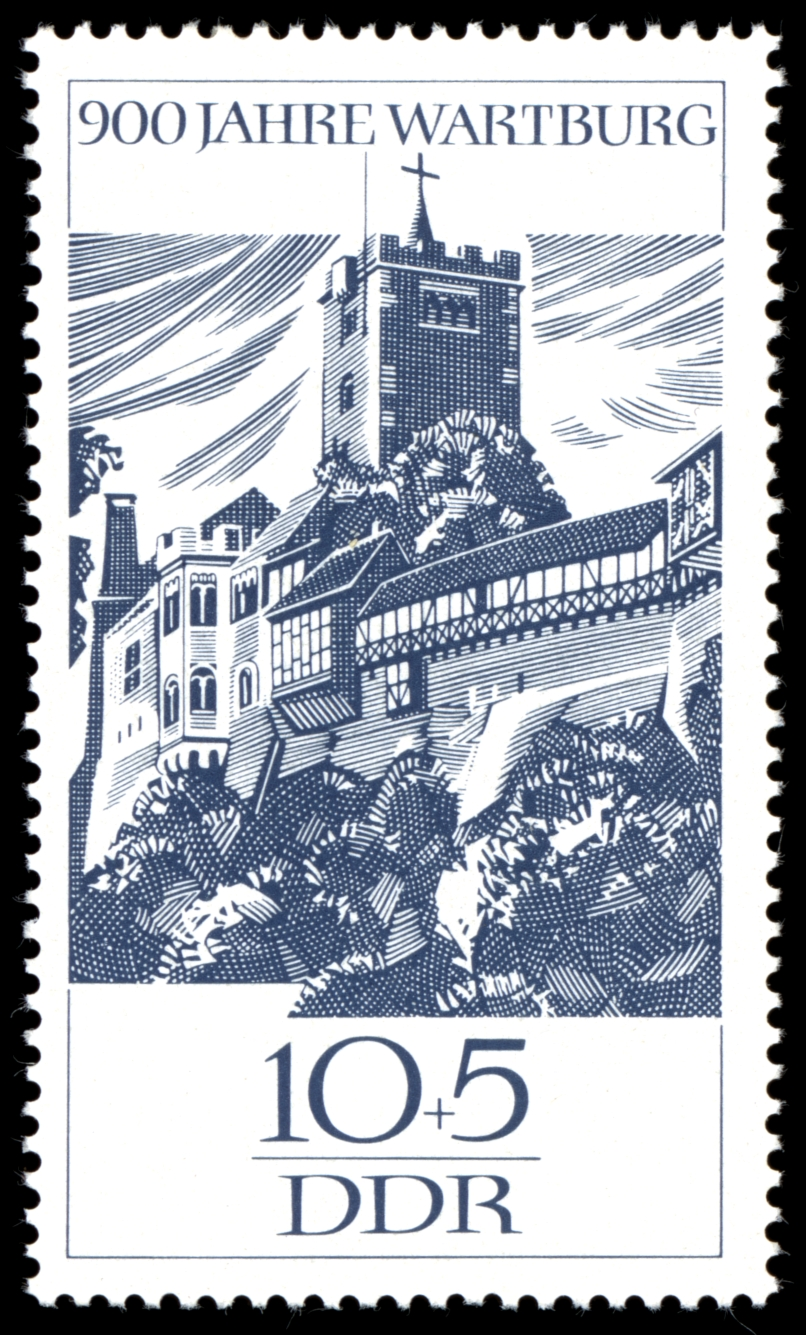
Briefmarke der DDR (1966)
Deutsche Bundespost (1967)
100-Euro-Gedenkmünze (2011)

Die 2-Euro-Münze „Wartburg–Thüringen“, gestaltet von Olaf Stoy, wurde am 25. Januar 2022 in einer Auflage von 30 Millionen Exemplaren in Umlauf gebracht.